# Theridion ambiguum
Theridion ambiguum là một loài nhện trong họ Theridiidae.
Loài này thuộc chi Theridion. Theridion ambiguum được Hercule Nicolet miêu tả năm 1849.